# Julien Malzieu
Julien Malzieu (ur. 4 maja 1983 w Le Puy-en-Velay) – francuski rugbysta, występujący na pozycji skrzydłowego w zespole ASM Clermont Auvergne oraz we francuskiej drużynie narodowej.
W drużynie narodowej debiutował podczas Pucharu Sześciu Narodów 3 lutego 2008 podczas meczu ze Szkocją na Murrayfield. Zdobył wówczas przyłożenie. Nie znalazł się w składzie na Puchar Świata w 2011.
W barwach drużyny ASM Clermont zdobył w 2010 mistrzostwo Francji, a w latach 2007, 2008 i 2009 zajmował 2. miejsce. Na klubowej arenie międzynarodowej klub z Malzieu w składzie zdobył w 2007 Puchar Challenge, zwyciężając Bath 22–16.